# Carlota Margarida de Montmorency
Carlota Margarida de Montmorency (em francês:  Charlotte Marguerite; Pézenas, 11 de maio de 1594 — Châtillon-sur-Loire, 2 de dezembro de 1650) foi suo jure duquesa de Montmorency e princesa de Condé como esposa de Henrique II de Bourbon-Condé.

## Família
Carlota era filha de Henrique I de Montmorency, Marechal e Condestável da França, e de Luísa de Budos, sua segunda esposa.
Seus avós paternos eram Anne de Montmorency, Marechal e Condestável da França e Madelena de Saboia, filha de Renato de Saboia, conde de Villars e de Tende. Renato, por sua vez, era um filho ilegítimo de Filipe II, Duque de Saboia.
Seus avós maternos eram Jaime de Budos, visconde de Portes e Catarina de Clermont-Montoison.

## Biografia
Carlota perdeu sua mãe com cinco anos de idade, e foi então criada pela sua tia Carlota, viúva do duque Carlos de Valois-Angoulême, filho ilegítimo do rei Carlos IX de França.

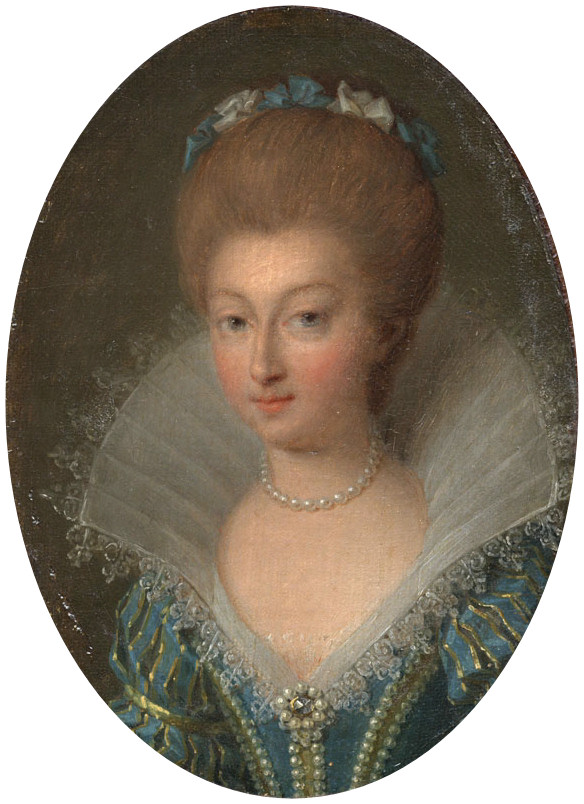
Carlota em retrato póstumo por Jean-Marie Ribou, c. 1776, localizado no Museu Condé.

Carlota primeiro apareceu em público em um baile dado pela rainha Maria de Médici, em 14 de setembro de 1608. Lá, foi acompanhada pelo amigo de seu pai, o Marechal François de Bassompierre. O rei, Henrique IV de França, que considerava o Marechal um favorito, cedeu um lugar de honra para eles durante as danças.
Em 1609, aos 15 anos de idade, Carlota casou-se com o príncipe Henrique II, de 21 anos, filho de  Henrique I de Bourbon-Condé e de Carlota Catarina de La Trémoille. O príncipe foi herdeiro presuntivo do trono francês por alguns anos, após seu nascimento.
Seu marido se opunha ao governo do Primeiro-Ministro Concino Concini, o marquês de Ancre. Devido a isso, em setembro de 1616, Henrique e Carlota foram presos no Castelo de Vincennes, onde nasceu a primeira filha do casal, Ana Genoveva, em 1619.
Em 1632, Carlota tornou-se duquesa de Montmorency, após a execução de seu irmão, Henrique II de Montmorency, devido a oposição ao Cardeal de Richelieu.
Seu marido, Henrique, faleceu em 26 de dezembro de 1646.
A princesa morreu alguns anos depois, em 2 de dezembro de 1650, aos 55 anos de idade, e foi enterrada a um Convento do Faubourg de Saint-Jacques, em Paris.

## Descendência
O casal teve três filhos:
- Ana Genoveva de Bourbon (28 de agosto de 1619 - 5 de abril de 1679), foi duquesa de Longueville como a segunda esposa de Henrique II de Orleães. Ela era famosa por sua conversão ao Jansenismo. Teve descendência;
- Luís II, o Grande Condé (8 de setembro de 1621 - 11 de dezembro de 1686), príncipe de Condé, foi casado com Clara Clemência de Maillé-Brézé. Foi general da França durante a Guerra dos Trinta Anos. Teve descendência;
- Armando, Príncipe de Conti (11 de outubro de 1629 - 26 de fevereiro de 1666), príncipe de Conti, foi casado com Ana Maria Martinozzi, sobrinha do cardeal Jules Mazarin. Teve descendência.